# Sveta Nedelja (Zagrebačka županija)
Sveta Nedelja je grad u Hrvatskoj, u Zagrebačkoj županiji.

## Naselja u sastavu Grada Svete Nedelje
Grad se sastoji od 14 naselja, to su:
- Bestovje
- Brezje
- Jagnjić Dol
- Kalinovica
- Kerestinec
- Mala Gorica
- Novaki
- Orešje
- Rakitje
- Srebrnjak
- Strmec
- Sveta Nedelja
- Svetonedeljski Breg
- Žitarka.

## Zemljopis
Sveta Nedelja je grad smješten uz autocestu A3 Slovenija – Bregana – Zagreb – Lipovac, 6 km istočno od Samobora i 17 km zapadno od centra Zagreba. Čitav kraj geografski je smješten na veoma privlačnom položaju koji obuhvaća ravničarski i brežuljkasti dio, a nalazi se zapadno od Zagreba između Save, Okićkog i Samoborskog gorja, a prometno je otvoren prema Zagrebu, Samoboru, Jastrebarskom, Zaprešiću. Grad Sveta Nedelja sastoji se od 14 gradskih četvrti: Bestovje, Brezje, Jagnjić Dol, Kalinovica, Kerestinec, Novaki, Mala Gorica, Orešje, Rakitje, Srebrnjak, Strmec, Sveta Nedelja – Centar, Svetonedeljski Breg i Žitarka.

## Stanovništvo
Prema popisu stanovništva iz 2001. godine u gradu Sveta Nedelja živi 15.506 stanovnika:
- Strmec – 3912 stanovnika
- Bestovje – 2261 stanovnika
- Rakitje – 2156 stanovnika
- Novaki – 1748 stanovnika
- Sveta Nedelja – 1257 stanovnika
- Kerestinec – 1199 stanovnika
- Brezje – 1026 stanovnika
- Orešje – 958 stanovnika
- Mala Gorica – 545 stanovnika
- Jagnjić Dol – 454 stanovnika
- Kalinovica – 374 stanovnika
- Žitarka – 241 stanovnika
- Svetonedeljski Breg – 154 stanovnika
- Srebrnjak – 121 stanovnika

| broj stanovnika | 1994  | 2383  | 2629  | 3348  | 3826  | 4536  | 4607  | 5596  | 6305  | 6632  | 7254  | 8361  | 11212 | 12988 | 15506 | 18059 | 18221 |
|                 | 1857. | 1869. | 1880. | 1890. | 1900. | 1910. | 1921. | 1931. | 1948. | 1953. | 1961. | 1971. | 1981. | 1991. | 2001. | 2011. | 2021. |

| broj stanovnika | 193   | 206   | 250   | 290   | 309   | 383   | 380   | 456   | 547   | 578   | 616   | 691   | 889   | 981   | 1257  | 1338  | 1363  |
|                 | 1857. | 1869. | 1880. | 1890. | 1900. | 1910. | 1921. | 1931. | 1948. | 1953. | 1961. | 1971. | 1981. | 1991. | 2001. | 2011. | 2021. |

## Uprava
- Gradonačelnik: Dario Zurovec
- Zamjenici gradonačelnika: Marija Hršak

## Povijest
Sveta Nedelja prvi put se spominje 1501. godine kao jedna od župa Zagrebačke nadbiskupije iako ima nekih naznaka da se prvo spominjanje bilježi 1334. godine.
Današnje područje grada Sveta Nedelja utemeljeno je Zakonom o lokalnoj samoupravi 30. prosinca 1992. godine i istovjetno je stoljetnim granicama svetonedjeljske župe Presvetog Trojstva i nekadašnje općine. Status grada je dobila 19. srpnja 2006.
Službeno ime naselja je do 1998. bilo Sveta Nedjelja, koje se ponegdje još sreće u literaturi.
Ministarstvo hrvatskih branitelja otkrilo je i iskopalo u lipnju 2025. dvije masovne grobnice iz razdoblja nakon Drugog svjetskog rata s posmrtnim ostatcima 49 muškaraca.

## Gospodarstvo
Trenutačno su u funkciji dvije radne zone (Sveta Nedelja i Novaki), a u planu je i industrijska zona Rakitje koja će biti izdvojena od naselja. Sve su dobro cestovno povezane s ostatkom Hrvatske.

## Poznate osobe
- Mihalj Šilobod Bolšić – tvorac prve hrvatske aritmetike, humanist, latinski pjesnik, učitelj neukog puka i autor mnogih književnih djela bio je župnik u župi Sveta Nedelja od 1760. do 1787.

## Spomenici i znamenitosti
- Crkva Presvetog Trojstva u Svetoj Nedelji
- Crkva blaženog Alojzija Stepinca u Rakitju
- Crkva Uzvišenja svetog Križa u Kerestincu
- Kapela svetog Roka u Svetoj Nedelji
- Kapela Marije Magdalene u Maloj Gorici
- Kapela svetog Andrije u Novakima
- Kapela svetog Nikole u Strmcu
- Dvorac Erdödy u Kerestincu
- Kurija obitelji Türok u Rakitju
- Kurija u Brezju
- Kurija župnog dvora
- Stari župni dvor – Crkvenjak u Svetoj Nedelji
- Arheološko nalazište Herešinec u Jagnjić Dolu

## Obrazovanje
Sveta Nedelja ima dvije osnovne škole – OŠ Sveta Nedelja pod koju spadaju i tri područne škole: u Strmcu, Rakovom Potoku i Kerestincu te OŠ Vladimir Deščak Novaki. U planu je izgradnja i osnivanje nove osnovne škole u Strmcu.

## Kultura
U gradu djeluje 16 kulturno-umjetničkih udruga, okupljenih u Zajednicu kulturno-umjetničkih udruga Svete Nedelje:
- KUD Antun Mihanović (Bestovje)
- TD Kerest
- KUD Mala Gorica
- KUD "Sveti Andrija" Novaki
- KUD Strmec[9]
- FA Sveta Nedelja[10]
- KUD Zvonko Lenard Pikić (Rakitje)
- Zavičajno društvo Zagorec
- Udruga Kragulj
- Kuburaško društvo Gromovnik
- Svetonedeljska garda Petar II. Erdody
- Klapa Barun
- Vokalni ansambl Domenike
- Društvo prijatelja – Sloga Brezje
- Fotoklub Klik

Značajnije manifestacije su:
- Svetonedeljski fašnik (veljača)
- Smotra folklora Malogorički susreti (svibanj)
- Rally oldtimera "Hrvatski Classic Marathon"
- Planinarski pohod "Pinklec na pleča" – od Svete Nedelje – do Okića (svibanj)
- Dan grada Svete Nedelje (svibanj/lipanj)
- Svetonedeljska roštiljada
- Dječji glazbeni festival Radost u pjesmi (svibanj)
- Susret klapa u Svetoj Nedelji[11]
- Međunarodna smotra folklora (srpanj)
- Svetonedeljska fišijada – jezero Rakitje (rujan)
- Smotra folklora Strmečka jesen (kolovoz/rujan)
- Tamburaška večer u dvorcu Erdody (rujan/listopad)
- Svetonedeljski dječji folklorni festival (listopad)
- Rally Show Santa Domenica (studeni)
- Koncert Božić u Svetoj Nedelji (prosinac)

## Šport
- Auto karting klub Sveta Nedelja
- Judo klub Sakura
- Nogometni klub Sava Strmec
- Nogometni klub Rakitje Rakitje
- Nogometni klub Bestovje Bestovje
- Nogometni klub Novaki
- Nogometni klub TOP Kerestinec
- Nogometni klub Sloga Brezje
- NK Sloga Orešje
- Ženski malonogometni klub MC Plus
- Muški rukometni klub Sloga
- Ženski rukometni klub Sloga
- Biciklistički klub Ksyrium
- Taekwondo klub Motiv+
- Karate klub Domenica
- Karate klub Mas.O.Yama
- Kickboxing klub Tsunami
- Teniski klub Štimac
- Stolnoteniski klub Sveta Nedelja-Novaki
- Pikado klub Sportaš
- Planinarsko društvo Pinklec
- Planinarsko društvo Sveti Rok
- Športsko ribolovno društvo Rak Rakitje
- Športsko ribolovno društvo Som Kerestinec
- Športsko ribolovno društvo Štuka Strmec
- Športsko ribolovno društvo Sloga Orešje

Od 2004. održava se karate turnir Domenica Cup.

## Unutarnje poveznice
- Kulturnopovijesna cjelina Sveta Nedelja, zaštićeno kulturno dobro

## Vanjske poveznice
- Službene stranice